# Унтерэнзинген
Унтерэнзинген (нем. Unterensingen) — коммуна в Германии, районный центр, расположен в земле Баден-Вюртемберг. 
Подчиняется административному округу Штутгарт. Входит в состав района Эслинген.  Население составляет 4577 человек (на 31 декабря 2010 года). Занимает площадь 7,56 км².